# ГрОб Records
«ГрОб Records» (также ГрОб-Рекордс, до 1984 — «Maidan Records») — инди-лейбл, основанный Егором Летовым, издававший альбомы группы «Гражданская оборона» и близких по духу групп, имеющих отношение к сибирскому панку. Студия звукозаписи располагалась в Омске, в одной из комнат квартиры-хрущёвки, в которой жил Егор. В начале 90-х считалась одной из самых ярких в России независимых фирм звукозаписи.
Создавалась и модернизировалась на деньги автора — Егора Летова, — вырученные с концертов. Выпускаются отреставрированные музыкальные композиции, которые были когда-либо записаны на студии. Эти раритеты и публикуются на различных носителях. Кроме того, на студии «в архивах» хранятся и другие продукты творчества Егора Летова: стихи, рисунки и фотографии.
После смерти Егора Летова в 2008 году, лейбл перешёл к его вдове — Наталье Чумаковой.
На некоторых записях лейбла нет бас-бочки. Последним релизом среди новых альбомов стал дебютный альбом питерской гаражной группы KING KONGS «LIVE!», с тех пор выпускаются только ремастеринги, бутлеги и переиздания.
Силуэт на логотипе — это очень контрастный обрезанный вариант фотографии маленькой девочки, идущей за своей матерью или бабушкой в газовую камеру на территории Освенцима.

## История

### Maidan Records
Лейбл появился в конце 1982 года вместе с созданием группы «Посев». За 1982–1984 было записано 11 альбомов и два джема группы «Посев», а также альбом группы «Западъ».

### ГрОб Records
В 1984 году вместе с созданием Гражданской обороны лейбл переименовывается в «ГрОб Records».
В 2008 году лейбл переходит Наталье Чумаковой.

## Проекты, выпускающиеся на лейбле
- Посев
- Гражданская оборона
- Егор Летов (соло)
- Егор и Опизденевшие
- Коммунизм
- Спинки мента
- П.О.Г.О. (Пограничный отряд гражданской обороны)
- Анархия
- Армия Власова
- Цыганята и Я с Ильича
- Янка
- Кузя УО (соло)
- Враг народа
- Сатанизм
- Чёрный Лукич
- Манагер (соло)
- Христосы на паперти
- Махно (соло)
- KING KONGS